# Giovanni Rossini
Giovanni Rossini (31 luglio 1903 – 23 novembre 1986) è stato un politico italiano.

## Biografia
Figlio di Luigi Rossini e Lucia Castellanza, fu sindaco di Busto Arsizio dal 1947 al 1961, succedendo al dimissionario Mario Grampa. Si sposò nel 1930 con Maria Teresa Facchinetti, nipote del politico ed ex Ministro della Difesa nel IV Governo De Gasperi, Cipriano Facchinetti.
Durante il suo mandato si fece promotore di diverse iniziative tese a rilanciare il territorio della sua città e dei comuni circostanti; le più significative portarono alla nascita della Mostra del Tessile (allora chiamata "Mostra Internazionale del Cotone, del Rayon e delle Macchine Tessili"), alla creazione di una scuola professionale per tessili tintori e della ragioneria, e allo sviluppo dell'Aeroporto della Malpensa, all'epoca noto come "Aeroporto Città di Busto Arsizio".
Nel 1943 fu chiamato a far parte di una Giunta Comunale che si sciolse dopo pochi mesi. Divenne Assessore ai Lavori Pubblici nel 1945, in rappresentanza della Democrazia Cristiana. Divenne Sindaco di Busto Arsizio nel 1947 con due mandati consecutivi terminati nel 1961. Nel suo Sindacato numerose furono le opere sottoscritte e iniziate, tra le quali; Aeroporto di Busto Arsizio, trasformato poi in SEA, fu Socio Fondatore e primo Presidente; Mostra del Tessile, socio fondatore e sottoscrittore; Unione Bustese degli Industriali socio fondatore e sottoscrittore; Istituto Tecnico Industriale Cipriano Facchinetti fondatore e per i primi due anni finanziatore in proprio; Istituto Tecnico Commerciale ITC Tosi fondatore e Presidente della Fondazione prima di divenire Statale; Istituto Professionale di Stato per l'Industria e l'Artigianato fondatore e consigliere di amministrazione della fondazione; Scuola Infermieri Professionali presso l'Ospedale di Circolo, fondatore; cofondatore della Famiglia Bustocca, fondatore della Colonia di Alassio "Sorrisi di Bimbi", consigliere del comitato Cittadino Colonie, membro del Consiglio Cittadino Nuove Chiese; fondatore dei villaggi Beata Giuliana e Sant'anna, e del villaggio dei Profughi Giuliani e Dalmati.

### Scuole
Sempre negli 14 anni del mandato, furono costruite a Busto Arsizio le seguenti Scuole; ISIS Cipriano Facchinetti, Istituto Tecnico Tessile, Istituto Tecnico Commerciale, Istituto Professionale di stato, Nuovo Orfanotrofio Femminile, scuola elementare Luigi Morelli, scuola Rione Samarate scuole a Borsano, Sacconago, Beata Giuliana, asili e scuole medie, facendo ottenere così al Comune di Busto Arsizio la Medaglia d'Argento per merito all'Istruzione Pubblica con il diritto a fregiarne il Gonfalone.

### Opere pubbliche
Oltre alle scuole furono poi numerose le opere Sociali e di interesse cittadino, realizzate nel periodo di Amministrazione del Commendatore Giovanni Rossini; il Palazzo delle Poste, il Palazzo di Giustizia, il Palazzo degli istituti finanziari, la sede dell'INAM, Albergo Astoria, la Sede dell'Unione Industriali, la sede della Banca Commerciale Italiana, il Monumento ai Caduti, il Monumento ai Partigiani, la caserma dei Vigili del Fuoco, e la Caserma della Polizia.

### Visite
Numerose furono poi le visite Ufficiali nei 14 anni di attività; Busto Arsizio ebbe l'onore di ospitare:
1. S.E. il Presidente della Repubblica Luigi Einaudi

1. S.E. il Presidente della Repubblica Giovanni Gronchi

1. i Ministri della Repubblica: Mattarella, Tupini, Spataro, Fanfani, Malvestiti, Meda, Sullo, Chiostergi, Malintoppi, Giardina, Rossi, Tremelloni, Romita, Bertinelli, Vigorelli, Battista, Brusasca, Martinelli, Marazza, Aldisio, Bo, Genella, Pella.

### Onorificenze
Giovanni Rossini, fu nominato Commendatore della Repubblica nel 1952, per meriti industriali, fu proclamato Cittadino Benemerito nel 1961, e nel 1987. Medaglia d'Oro, Benemerito per Scuola, Cultura, Arte nel 1971. Sono state consegnate inoltre alla famiglia, dal Sindaco Gianluigi Farioli, nel 2006, le Chiavi della Città di Busto Arsizio.